# Campeonato Europeo de Triatlón de 2026
El XLII Campeonato Europeo de Triatlón se celebrará en Tarragona (España) en  junio de 2026 bajo la organización de la Unión Europea de Triatlón (ETU) y la Federación Española de Triatlón.